# Roșiori (Bihor)
Roșiori (ungarisch Biharfélegyháza) ist eine Gemeinde im Kreis Bihor im Nordwesten Rumäniens. Der Verwaltungssitz der Gemeinde ist in Roșiori, die eingemeindete Dörfer sind Mihai Bravu und Vaida. 

## Geographische Lage
Roșiori liegt im rumänischen Kreischgebiet (Crișana) am Bach Niloș – einem rechten Zufluss des Berettyó (Barcău) –, der Europastraße 671 (Nationalstraße DN19) und der Bahnstrecke Oradea–Carei–Satu Mare. Die Kreishauptstadt Oradea (Großwardein) befindet sich etwa 25 Kilometer südlich von Roșiori entfernt.
Roșiori grenzt an folgende Gemeinden:
|                | Diosig                                      |        |
| Pocsaj (HU-HB) | Kompassrose, die auf Nachbargemeinden zeigt | Sălard |
|                | Tămășeu                                     |        |

## Geschichte
Der Ort wurde erstmals 1291 urkundlich erwähnt.

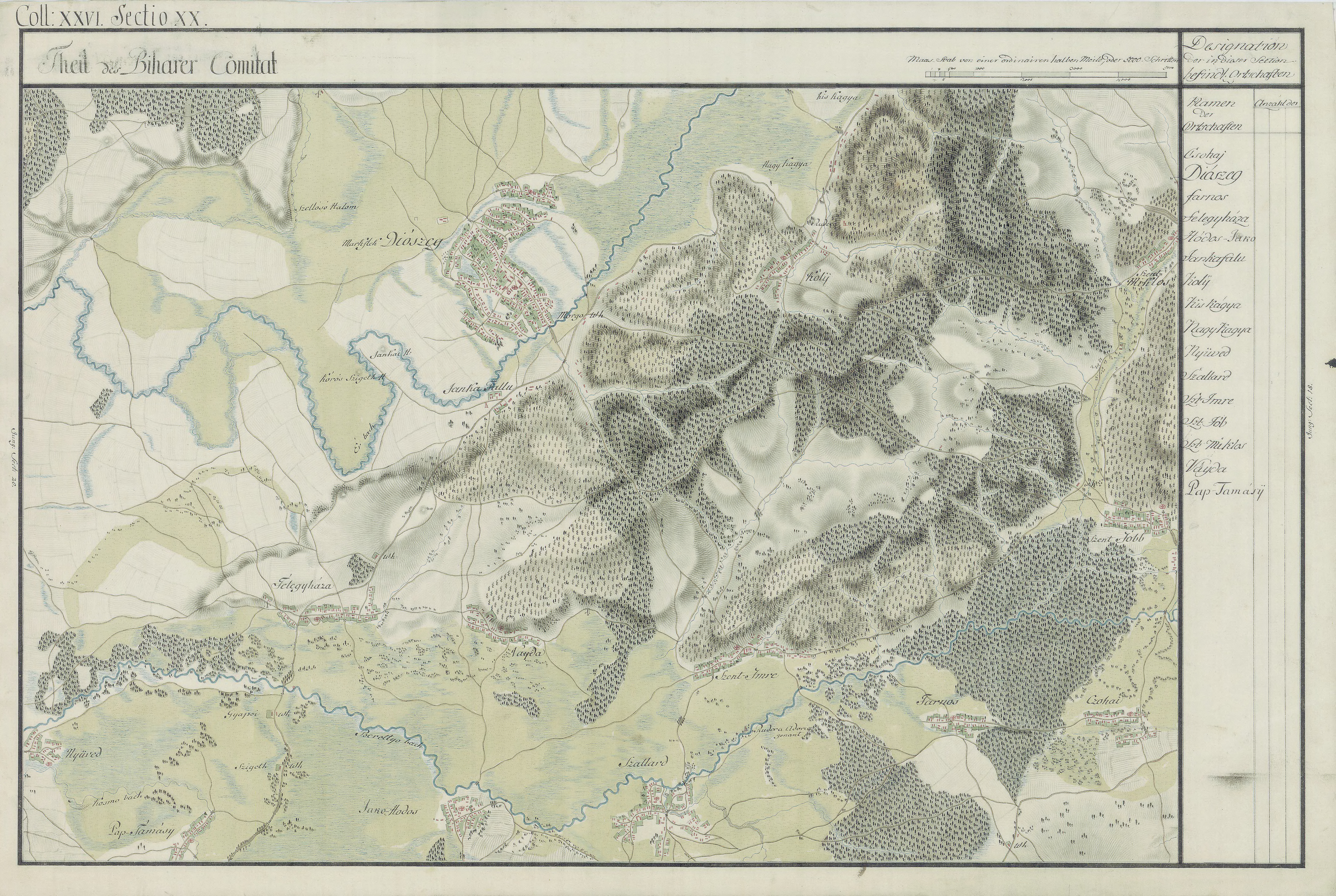
Felegyháza (links unten) um 1782 (Aufnahmeblatt der Josephinischen Landesaufnahme)
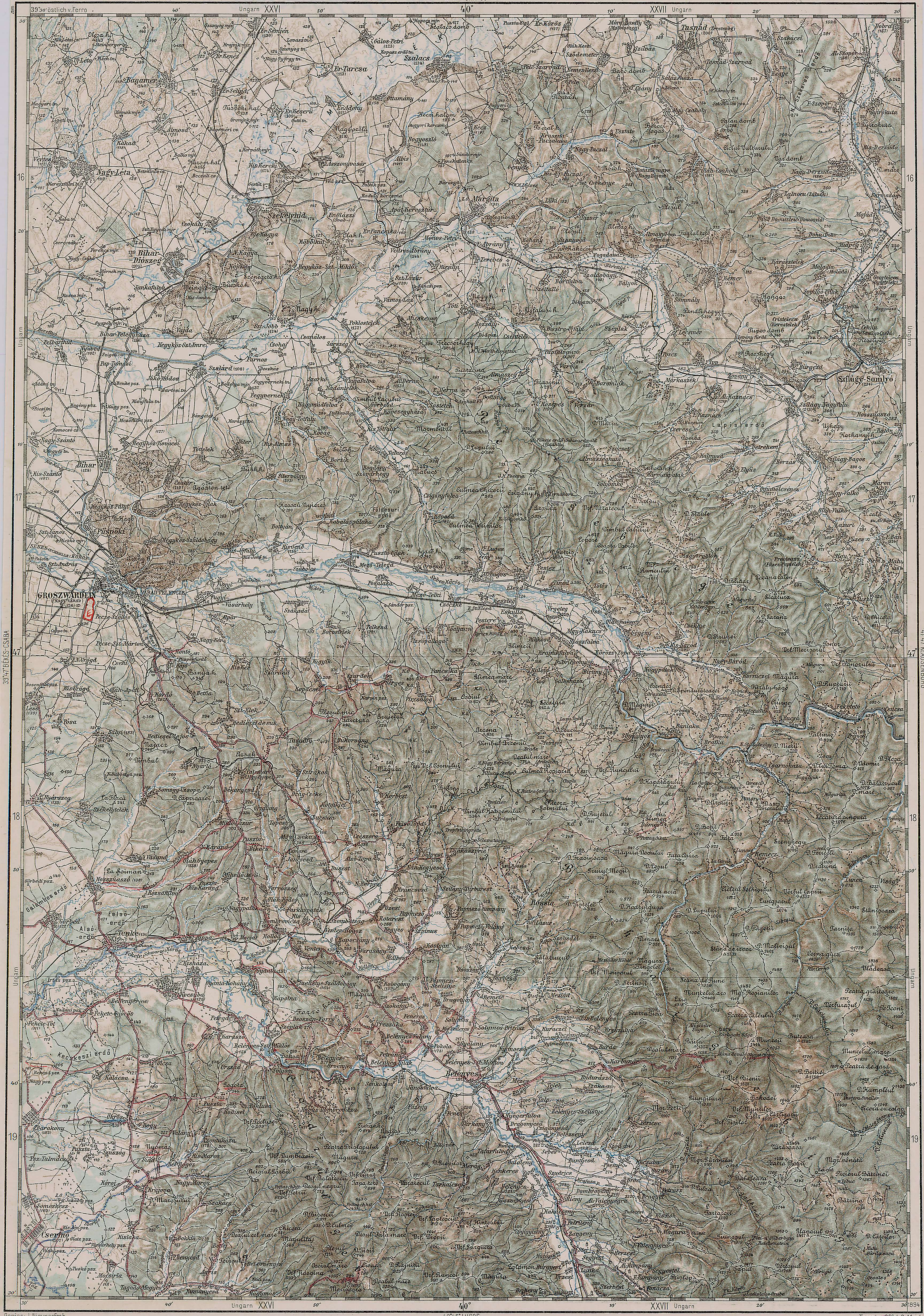
Bihar-Felegyháza (N 47° 15'; O 39° 38') um 1892 (Aufnahmeblatt der Franzisco-Josephinischen Landesaufnahme)

## Persönlichkeiten
Zsigmond Pál Jakó (1916–2008), rumänisch-ungarischer Historiker und Ehrenmitglied (1988) der Ungarischen Akademie der Wissenschaften.